# Clogherhead
Clogherhead (irisch Ceann Chlochair, deutsch: „Kopf (des) steinigen Orts“) ist eine Kleinstadt im County Louth im Osten der Republik Irland. 
Clogherhead liegt etwa 14 km nordöstlich von Drogheda im Osten des Countys Louth an der Irischen See.
Mit 2275 Einwohnern im Jahr 2022, hat sich die Bevölkerung seit 1996 nahe verdreifacht.

## Wirtschaft
Am nördlichen Küstensaum der Halbinsel von Clogherhead liegt Port Oriel, ein Fischereihafen, der von Clogherhead über eine kleine Straße zu erreichen ist. In Clogherhead werden Oriel Sea Salt und Oriel Sea Minerals abgefüllt. Das frühere Fischerdorf hat sich mittlerweile zu einem Tourismusziel entwickelt. 
Die Sandstrände (Port Beach und Big Beach) haben eine hohe Qualität und werden regelmäßig mit der blauen Flagge ausgezeichnet. Die Wellen machen die Strände zu einem beliebten Surfspot.
Vor der Küste von Clogherhead soll zukünftig (ab 2024) die Oriel Windfarm, ein Windpark mit einer Leistung von 330 bis 375 MW, errichtet werden.

## Persönlichkeiten
- Oliver Plunkett (1625–1681), Erzbischof von Armagh, suchte in Clogherhead in der Kirche von Killartry Unterschlupf

## Sehenswürdigkeiten

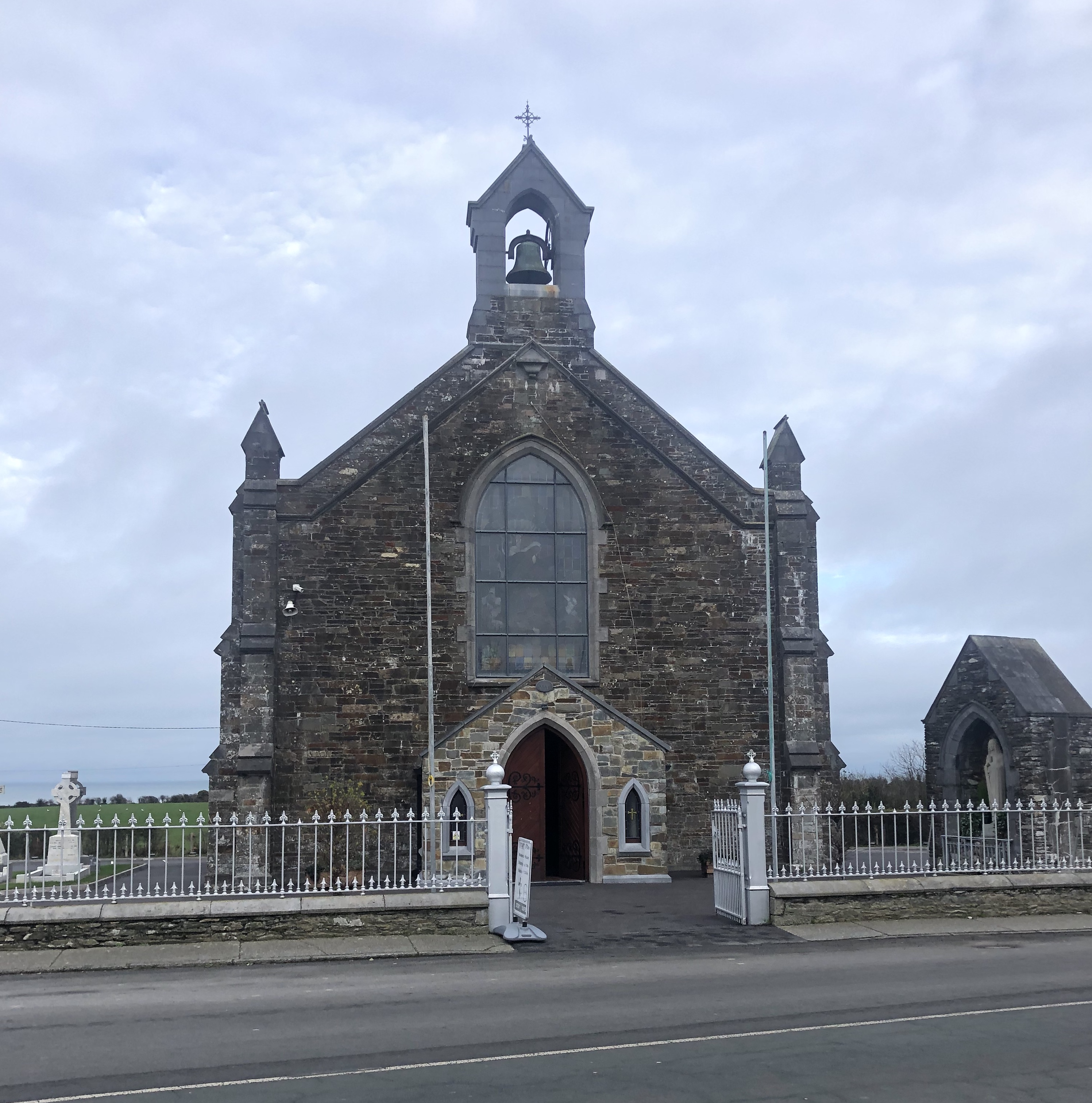
Michaeliskirche
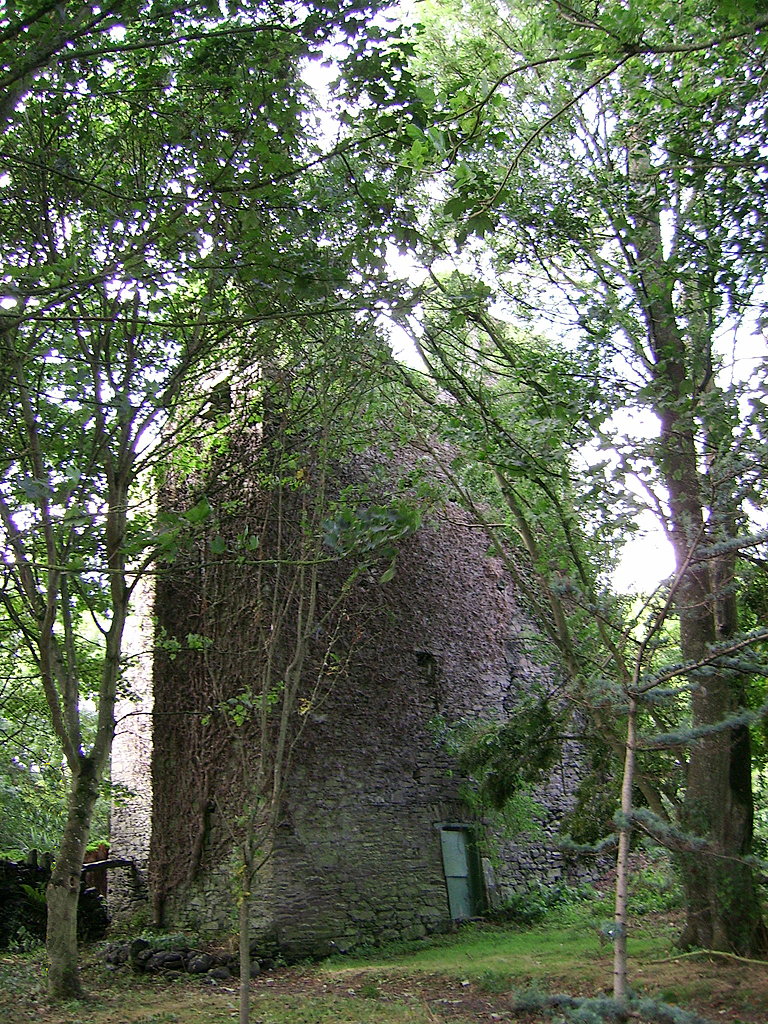
Reste der Burg von Glaspistol

- Michaeliskirche
- Reste der Burg von Glaspistol

## Trivia
Clogherhead war der Drehort für die Filme Kopfgeld – Perrier’s Bounty (2009), Vertrauter Feind (1997) und Wenn die Ketten brechen (1955).